# Angelus Exuro pro Eternus
Albums de Dark Funeral
Attera Totus Sanctus
(2005) Where Shadows Forever Reign
(2016)
Angelus Exuro pro Eternus est le sixième album studio en date du groupe de Black metal suédois Dark Funeral. L'album est sorti le 18 novembre 2009 sous le label Regain Records.
Le titre de l'album, Angelus Exuro pro Eternus, signifie en latin « Que les anges brulent pour l'éternité ».
L'album est sorti sous deux formats : une édition normale et une autre, à tirage limité, qui contient également un DVD live d'une durée d'environ 55 min. Le DVD contient également la vidéo du titre My Funeral sous deux versions différentes (censurée et non censurée). La vidéo a été mise en ligne le 4 octobre.

## Musiciens
- Emperor Magus Caligula - chant
- Lord Ahriman - guitare
- Chaq Mol - guitare
- Dominator - batterie

## Liste des morceaux
1. The End Of Human Race - 4:43
2. The Birth Of The Vampiir - 4:50
3. Stigmata - 5:06
4. My Funeral - 5:30
5. Angelus Exuro pro Eternus - 5:04
6. Demons of Five - 4:48
7. Declaration of Hate - 5:24
8. In My Dreams - 6:30
9. My Latex Queen - 5:21

### Liste des morceaux du DVD live
Tous les titres ci dessous ont été enregistrés pendant un concert du groupe à Borlänge, en Suède le 28 juin 2008.
1. Intro
2. King Antichrist
3. Diabolis Interium
4. The Secrets of The Black Arts
5. The Arrival of Satan's Empire
6. Goddess of Sodomy
7. 666 Voices Inside
8. Vobiscum Satanas
9. Hail Murder
10. Atrum Regina
11. An Apprentice of Satan